# Kothavalasa
Kothavalasa è una suddivisione dell'India, classificata come census town, di 12.298 abitanti, situata nel distretto di Vizianagaram, nello stato federato dell'Andhra Pradesh. In base al numero di abitanti la città rientra nella classe IV (da 10.000 a 19.999 persone).

## Geografia fisica
La città è situata a 17° 53' 60 N e 83° 12' 0 E e ha un'altitudine di 209 m s.l.m..

## Società

### Evoluzione demografica
Al censimento del 2001 la popolazione di Kothavalasa assommava a 12.298 persone, delle quali 6.123 maschi e 6.175 femmine. I bambini di età inferiore o uguale ai sei anni assommavano a 1.419, dei quali 728 maschi e 691 femmine. Infine, coloro che erano in grado di saper almeno leggere e scrivere erano 8.480, dei quali 4.678 maschi e 3.802 femmine.